# 皇蛾
皇蛾（學名：Attacus atlas）是鱗翅目天蠶蛾科屬下的一種蛾，以體型巨大著名。皇蛾通常出沒於熱帶及亞熱帶地區的森林，主要分佈在臺灣、中國大陸南部、東南亞、馬來群島、泰國以至印度尼西亞。在印度，當地居民有飼養皇蛾的習慣，主要目的在於抽取牠們的蠶絲，不過這個習慣並非基於商業因素。

## 特徵
皇蛾被認為是全球最巨大的蛾。牠的龐大翅膀最高紀錄有400平方厘米之廣，其前翅的最長長度亦足有25至30厘米。《哥斯拉》系列電影中的著名怪獸摩斯拉，就是以皇蛾作為原型。皇蛾展翅後的翅幅幾乎也是世界上最長的，雌性的體積普遍較雄性為巨（不過如果純粹計算翅幅的話，皇蛾仍屈居於有「白巫蛾」之稱的強喙夜蛾之下）。
皇蛾的英語名字是「Atlas moth」，可能源自希臘神話中泰坦之一的阿特拉斯，亦可能是因為牠的翅膀長得像地圖。而在香港，皇蛾又被稱為「蛇頭蛾」，原因是皇蛾的前翅末端部份，圖案形態非常像蛇的頭部。
與一般天蠶蛾類相同，皇蛾的觸角是呈羽毛狀的。大部份皇蛾都以栗色為主色，身體呈三角形，前翅及後翅上都長著有黑色邊線的眼狀紋。關於皇蛾何以會擁有如此誇張而迷幻的翅膀，暫時尚未有明確的解釋，但大部分學者相信這雙翅膀在某程度上有迴避獵食者的作用，並且很有可能為皇蛾的保護色，以與眼鏡蛇相似的花紋來迷惑敵人，達到威嚇的效果是普遍學者相信的。皇蛾的身體有毛，與其翅膀相比之下顯得非常細小。皇蛾根據地理及亞種的分別而有著不同的體紋及顏色。雄性皇蛾的體型及翅膀均較雌性為小，然而其觸鬚卻比雌性皇蛾為寬闊及稠密。成蟲後的皇蛾口部器官會脫落，因此不能進食，牠們僅靠幼蟲時代吸取在體內的剩餘脂肪維持生命，大概一至兩個星期後便會死去。

## 繁殖
雌性皇蛾在性活動方面是被動的，牠們會釋放強烈的性費洛蒙以吸引雄性皇蛾接近。雄性皇蛾的羽狀觸鬚擁有敏銳的化學物質接收系統，即使遠在數公里之外，只要迎著順風，牠們就能感應雌性皇蛾所釋放的費洛蒙。皇蛾普遍沒有穩定的飛行習性，因此雌性皇蛾並不會在破蛹後飛得太遠，牠們只會在附近觀察空氣的流動方向，找出一個滿意的棲身之所，以便傳播牠們的費洛蒙。
交配後的雌性皇蛾每次生產一定數量的卵，每枚卵直徑僅有2.5毫米，牠們會把蛾卵藏於樹葉的陰暗面待其孕育。約兩周後，呈綠色的毛蟲出生，並盡情地啃食出生處的葉子。皇蛾幼蟲的背部長有一列肌質的角刺，角刺上鋪著一層白色的蠟質。幼蟲約成長至12厘米長的時候，牠便會開始在枯葉間結蛹。成蟲皇蛾約於四周後破蛹而出。

## 外部連結
- （英文）參考圖片 - 皇蛾的生活片段 （页面存档备份，存于）
- （英文）瑪利亞的蝴蝶村 （页面存档备份，存于）
- （英文）皇蛾介紹一
- （英文）皇蛾介紹二 （页面存档备份，存于）